# Roberto Rodríguez Basulto
Roberto Rodríguez Basulto, més conegut com a "Rodri", és un exfutbolista madrileny, nascut a Madrid l'11 de juny de 1969. Ocupava la posició de porter. És fill del també futbolista Roberto Rodríguez Aguirre, que va militar a l'Atlètic de Madrid i Celta de Vigo, entre d'altres.

## Trajectòria
Va jugar amb l'Sporting de Gijón i el Rayo Vallecano, entre d'altres equips. Amb els asturians va debutar a primera divisió, tot jugant nou partits de la temporada 92/93.